# Deinting

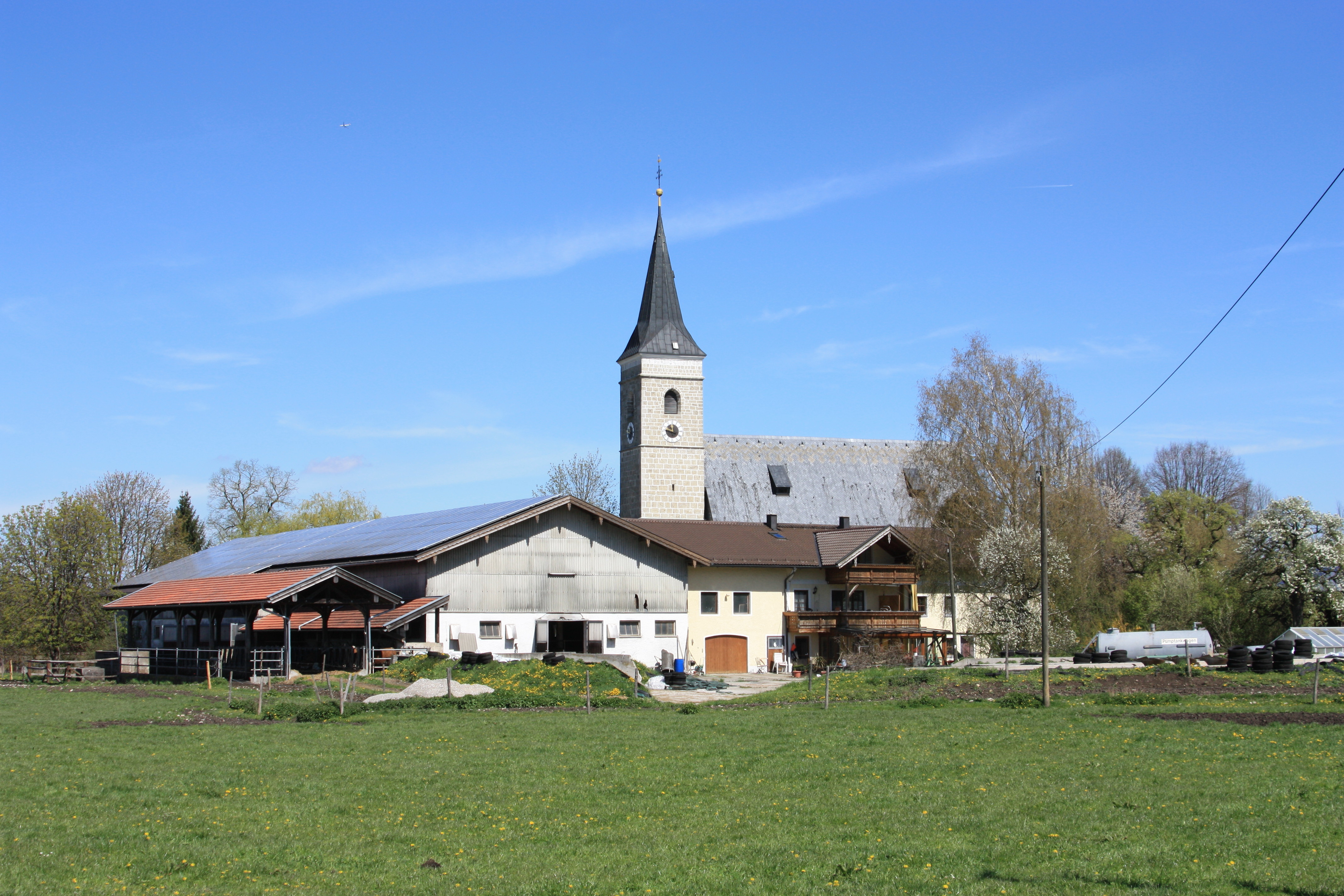
Dorf mit Kirche

Deinting ist ein Gemeindeteil der Stadt Trostberg im oberbayerischen Landkreis Traunstein.

## Geschichte

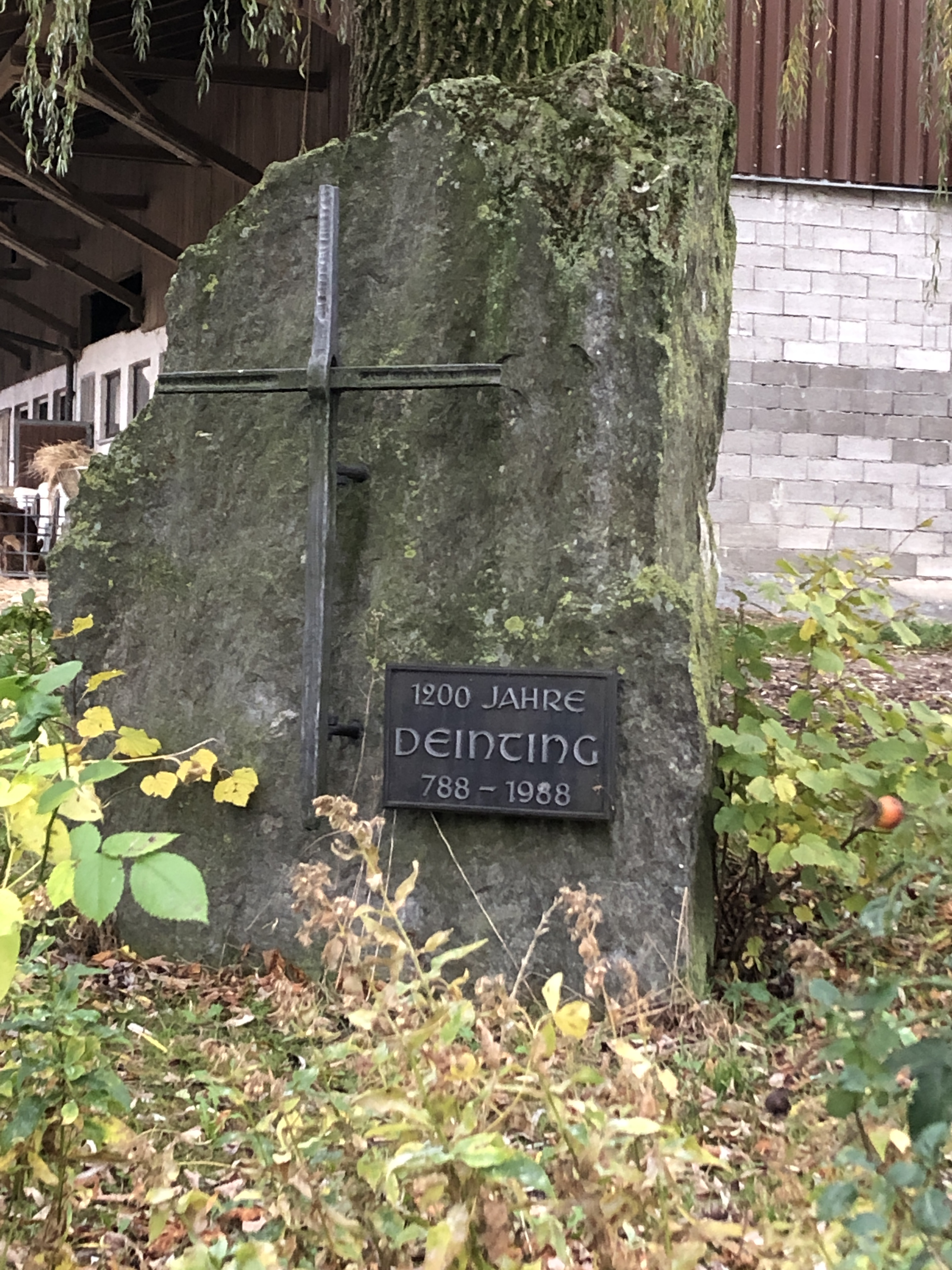
Denkmal 1200 Jahre Deinting

Das Kirchdorf wird erstmals im späten 8. Jahrhundert in den Breves Notitiae erwähnt. Bischof Engelmar Chrel von Chiemsee weihte am 4. August 1420 die durch Neubauten verschönerte Ortskirche St. Sixtus und St. Sebastian, die in den folgenden Jahrhunderten mehrfach umgestaltet wurde. Bis zur Säkularisation 1802/03 gehörte der Ort zum Fürsterzbistum Salzburg (synonym mit Erzstift Salzburg). Erst 1816 kam der Ort mit dem gesamten Rupertiwinkel endgültig zu Bayern und wurde Teil der mit dem bayerischen Gemeindeedikt von 1818 gegründeten politischen Gemeinde Heiligkreuz. Am 1. Mai 1978 wurde diese Gemeinde im Rahmen der Gebietsreform in Bayern in die Stadt Trostberg eingemeindet.

## Baudenkmäler
- Katholische Kirche St. Sixtus und St. Sebastian, erbaut Ende des 15. Jahrhunderts